# うてつあきこ
うてつ あきこ（1970年 - ）は、日本の看護師、保健師。本名は、宇鉄昭子。NPO法人の方の役職はこちらで表記。

## 略歴
山形県生まれ。日本女子大学卒。1995年より訪問看護に従事。2003年にNPO法人自立生活サポートセンター・もやいのボランティア・スタッフになり、2011年まで理事。「もやい」の事務局次長には「年越し派遣村」村長の湯浅誠がいた（2011年まで現職。2013年度まで理事）。また「NPO法人 訪問看護ステーションコスモス」にも所属し、東京の山谷地域で訪問看護師として週2回勤務していた。

## 著作
- 『つながりゆるりと　小さな居場所「サロン・ド・カフェ こもれび」の挑戦』自然食通信社　2009年